# José Peris Aragó
José Peris Aragó (Alboraya, 21 de agosto de 1907 - Alboraya, 9 de noviembre de 2003) fue un cartelista y pintor español.

## Biografía
Estudió en la Escuela de Artes y Oficios y la de Bellas Artes de San Carlos de Valencia, donde obtuvo varios premios académicos. Compañero de Renau y Segrelles dentro de la generación que luego sería llamada "renovación artística valenciana de los años 30". Con 25 años celebró su primera exposición individual en el Ateneo Mercantil de Valencia, donde comenzó a llamar la atención de la crítica y del público. Participó en la Exposición Regional valenciana de 1934 y al estallar la guerra civil española se adscribió al grupo de artistas plásticos del convento de San Gregorio del barrio de Ruzafa, en Valencia, y, cuando su quinta fue movilizada, fue destinado a la Sección II de Instrucción y Movilización de Albaida, donde colaboró con el comisario de propaganda. Realizó diversos carteles por encargo para el partido de Izquierda Republicana, en los que estimulaba a la defensa de Madrid en la retaguardia y a los frentes de Levante; entre ellos el famoso "¡No pasarán dijo Madrid y lo ha cumplido! ¡No pasarán dice Valencia, y lo cumplirá!".
Al término de la guerra, recibió encargos de diversas agencias de publicidad y fue contratado por la productora de cine Cifesa para la que diseñó más de 500 carteles entre 1945 y 1965. Entre ellos los dedicados a largometrajes como La gitanilla, o La Lola se va a los puertos, que llegarían a analizarse en importantes muestras posteriores como la Mostra de Cinema del Mediterrani en 2002. A partir de la década de 1950 se dedicó de lleno a la pintura, su verdadera vocación, donde ha acreditado una línea de rigor y seriedad, dentro de un estilo a caballo entre el impresionismo y el realismo. Se casó con Amparo Panach, hermana de la prestigiosa cantante Clarita Panach, y del matrimonio nacieron seis hijos: José, Josefina, Clara (profesoras ambas en una prestigiosa escuela de ballet de Valencia), Rosario, María Juana y Amparo. 
En 1993, el Círculo de Bellas Artes de Valencia le otorgó la Medalla de Oro al Mérito artístico en reconocimiento a toda una vida entregada al arte. Parte de su obra está en el Museo Nacional de Cerámica González Martí. 
Hijo predilecto de Alboraya, donde en su honor se han titulado con su nombre la Casa de Cultura, una calle y la parada de metro.
Desde septiembre de 2020 puede contemplarse su obra "Cristo Crucificado" en la Catedral de Santa María de Valencia. 

Obras de ~: Carteles para: F. Delgado (dir.), La gitanilla, 1941; J. L. Sáenz de Heredia (dir.), A mí no me mire, 1941; J. de Orduña (dir.),¡A mí la legión!, 1942); J. de Orduña (dir.), Deliciosamente tontos, 1943; J. de Orduña (dir.), La Lola se va a los puertos, 1947; L. Lucía (dir.), Lola la Piconera, 1948; J. de Orduña (dir.), Agustina de Aragón, 1950; J. A. Nieves Conde (dir.), Balarrasa, 1950; P. Germi (dir.), La ciudad se defiende, 1951; J. de Orduña (dir.), Alba de América, 1951; L. Lucía (dir.), Gloria Mairena, 1952; L. Vajda (dir.), Doña Francisquita, 1952; J. Mihura y E. C. Ulmer (dirs.), Muchachas de Bagdad, 1952; L. Marquina (dir.), Amaya, 1952; L. Lucía (dir.), Jeromín, 1953; L. Lucía (dir.), Aeropuerto, 1953; R. Gil (dir.), El beso de Judas, 1954; R. Gil (dir.), El clavo, 1954; L. Lucía (dir.), Esa voz es una mina, 1958; L. Klimowsky (dir.), La pícara molinera, 1954; F. Rovira Beleta (dir.), Once pares de botas, 1954.